# Agostino Li Vecchi
Agostino Li Vecchi, né le 24 octobre 1970 à Cosenza, en Italie, est un ancien joueur italien de basket-ball, évoluant au poste d'ailier. 